# Hippocrepis carpetana
Hippocrepis carpetana är en ärtväxtart som beskrevs av Per Lassen. Hippocrepis carpetana ingår i släktet hästskoklövrar, och familjen ärtväxter. Inga underarter finns listade i Catalogue of Life.